# Myofascial pain syndrome
Myofascial pain syndrome (myofascielle smertesyndrom) forkortet MPS er en tilstand med muskel- og ledsmerter præget af lokal og henvist smerte, der opfattes som dyb og smertefuld og med tilstedeværelsen af myofascielle trigger/øm punkter i alle dele af kroppen.

## Historie
Janet G. Travell og hendes senere samarbejde med David G. Simons. startede pioner-arbejdet [2, 3] I 1983, kombineret med de deres kliniske erfaring og detaljeret beskrivelse af de mange smerte syndromer, de tilskrive denne lidelse. Dermed yderligere defineres de de store kliniske komponenter, der er karakteristiske for myofascial smerte, den vigtigste er den TRP, der udvikle en vigtigt finger-teknik til at finde TrP(trigger point på dansk udløser punkt), hvor man strammer båndet og lokale spjælt/smerte punktet. 